# Desa Sembungan (administrativ by i Indonesien, lat -7,24, long 109,92)
Desa Sembungan är en administrativ by i Indonesien.   Den ligger i provinsen Jawa Tengah, i den västra delen av landet, 400 km öster om huvudstaden Jakarta. Desa Sembungan ligger vid sjön Telaga Cebong.